# Agona Swedru
Agona Swedru ist ein Ort in der Central Region im westafrikanischen Staat Ghana und liegt im Süden des Landes.

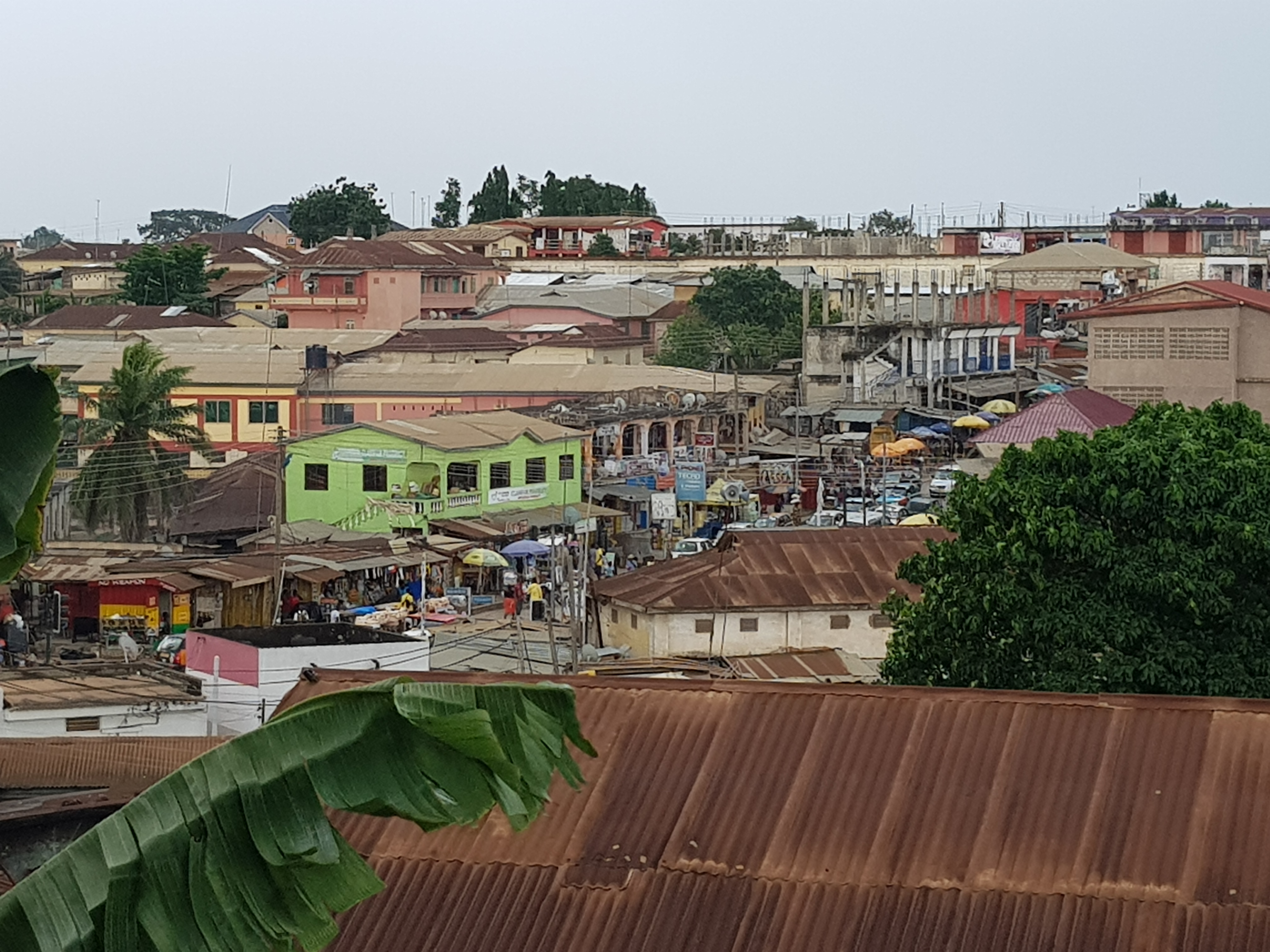
Übersicht auf Agona Swedru

Bei der letzten Volkszählung des Landes vom 26. März 2000 lebten 45.614 Einwohner in der Stadt. Hochrechnungen zum 1. Januar 2007 schätzen die Bevölkerung auf 52.161 Einwohner. Noch bei der Volkszählung des Jahres 1984 wurden 31.226 Einwohner aufgeführt. Aktuell liegt die Stadt an 25. Stelle der Liste der größten Städte in Ghana.
Die Stadt liegt etwa zwei Auto-Stunden von der Hauptstadt Accra entfernt.
Ungefähr 45 Minuten von Agona Swedru entfernt liegt Winneba, eine historische Küstenstadt von etwa 45.000 Einwohnern. Um in die umliegenden Städte zu gelangen, verkehren die sogenannten Trotros, zweckmäßig umgebaute und dicht bestuhlte Kleinbusse und Lieferwagen, sowie die größeren Metro-Busse. Die größte Haltestelle für Tro Tros, die Central Station, befindet sich zentral auf dem Mandela Markt. Dort gibt es auch mehrere Tro Tros, die in weiter weg gelegene Städte, wie Koforidua, Cape Coast und Takoradi fahren. Buspläne und Busfahrzeiten gibt es normalerweise nicht, die Kleinbusse fahren los, wenn alle Plätze verkauft sind. Deshalb sollte man bei längeren Reisen etwas mehr Zeit einplanen.
In Agona Swedru befinden sich diverse Läden, die fast alles anbieten. Besonders häufig werden von kleinen Ständen, die sich meistens an den Straßenseiten befinden, lokales Essen und allerlei Früchte angeboten. Zwei Händler haben sich auf die in der hügeligen Umgebung beliebten Fahrräder spezialisiert. In Agona Swedru befinden sich außerdem unzählige Restaurants die von der ghanaischen Küche bis zu westlichen Speisen einiges anbieten.
Agona Swedru ist ein beliebtes Ziel für Freiwillige aus aller Welt. Ein Großteil der Freiwilligen arbeitet in einer der unzähligen privaten und öffentlichen Schulen in Agona Swedru. Auch im government Hospital in Swedru, sowie in diversen privaten Kliniken, sind häufig Freiwillige zu finden.

## Swedru Sport Stadium
Das Swedru Sport Stadium ist ein Mehrzweckstadion in Agona Swedru. Das Stadium bietet Platz für ca. 5000 Personen und
wird hauptsächlich für Fußballspiele genutzt. Besonders häufig finden Fußballturniere zwischen den Schulen aus der Umgebung statt. Gelegentlich treten im Stadium auch bekannte ghanaische Künstler auf. Jedes Jahr am 6. März, dem Unabhängigkeitstag von Ghana, findet im Stadium eine große Feier statt. An diesem Tag kommen die Chiefs der Region in das Stadium um sich den jährlichen Marschierwettbewerb der Schulen anzuschauen.

## Mandela Markt

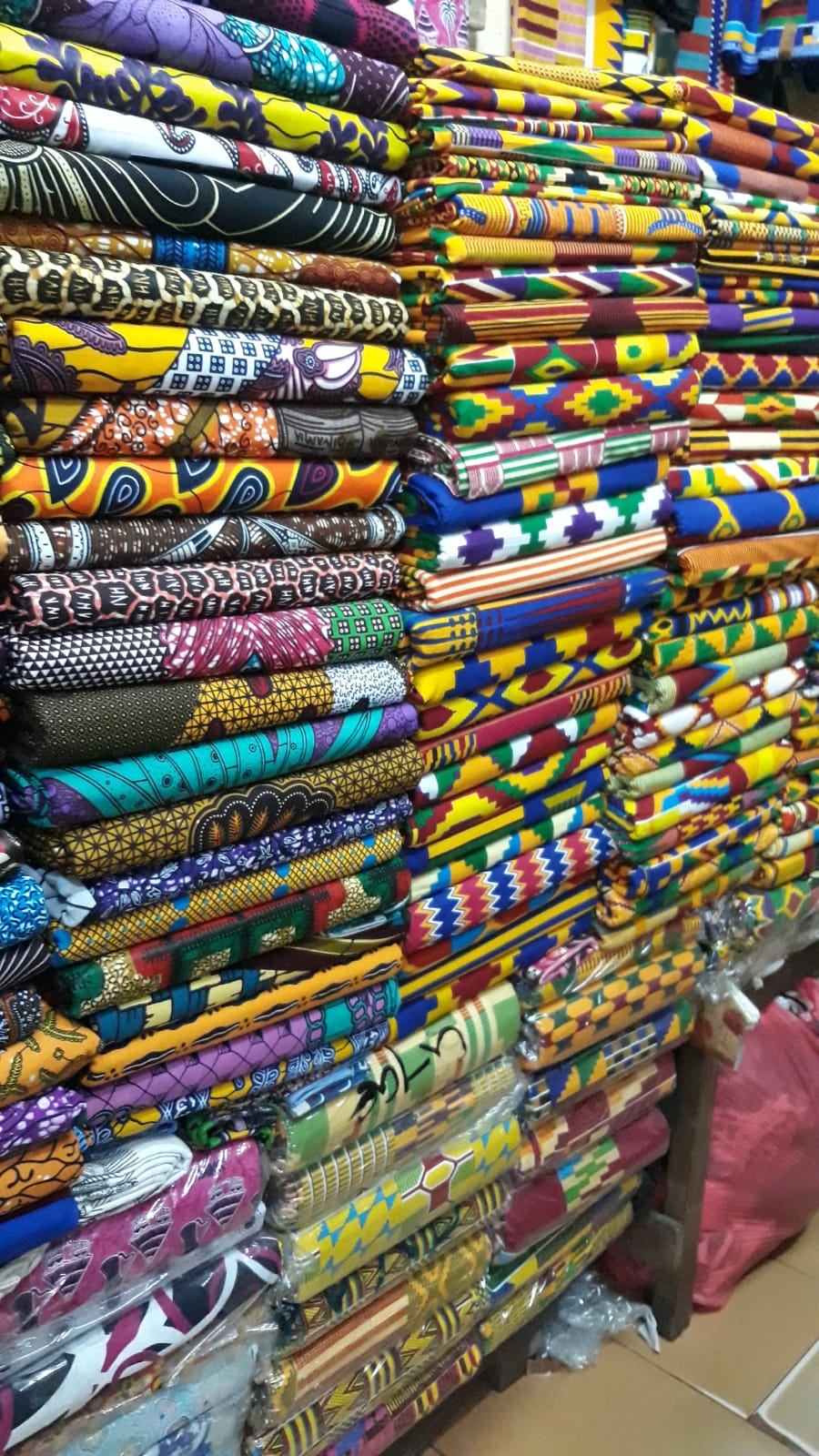
Ein Stoffladen in Ghana, Swedru

Der Mandela Markt befindet sich in der Stadtmitte von Agona Swedru. Jeden Montag und Donnerstag ist dort Markttag, während dieser zwei Wochentage kommen viele Händler aus den umliegenden Dörfern nach Agona Swedru, um auf dem Markt ihre Produkte zu verkaufen. Typische Waren sind z. B. Stoffe, Schmuck, Schuhe und lokale Lebensmittel wie Yam und Kochbananen. An den übrigen Wochentagen hat der Markt ebenfalls auf, jedoch haben deutlich weniger Stände offen. Nur Sonntag Vormittag hat der Markt fast komplett zu, da ein Großteil der Einwohner in eine der vielen Kirchen in Agona Swedru geht. Der Mandela Markt ist einer der größten Märkte Ghanas und der Arbeitsplatz vieler Einwohner.

## Kultur und Freizeit
Da die Stadt hauptsächlich als Markt und weniger als Kultur Stadt dient, sind in Agona Swedru vergleichsweise nur relativ wenige Freizeitaktivitäten zu finden.
Am Stadtanfang, in Richtung der Küstenstadt Winneba, ist die öffentliche Grünanlage Parks and Gardens zu finden. Der Park hat in der Woche von Montag bis Freitag offen und hat am Wochenende für Besucher zu.
Des Weiteren gibt es in der Stadt einige Pools, an denen sich am Wochenende die Jugendlichen oft treffen.
Nicht weit von Swedru entfernt befindet sich die kleine Stadt Oda. Dort kann man den größten Baum Ghanas, den „Big Tree“, besuchen.
Alle zwei Jahre findet in Agona Swedru ein großes Festival statt, welches das „Akwambo-Festival“ genannt wird. Die Dauer des Festivals beträgt ungefähr eine Woche. Das letzte Festival begann am 10. August 2018 und endete am 18. August 2018. Während dieser Zeit wird die Kultur der Region mit Untermalung von Musik und Tanzeinlagen zelebriert.

## Söhne und Töchter der Stadt
- Kwamina Bartels (* 1947), Politiker, Minister für Inneres in Ghana
- Edmond N’Tiamoah (* 1981), Fußballspieler
- William Amponsah (* 1999), Langstreckenläufer